# 周旋
周旋（しゅうせん）とは売買や交渉で当事者間に立ち世話をする事である。ここでは国際法における周旋について解説する。

## 国際法における周旋
国際法において周旋とは、第三国が紛争当事国の交渉を援助することである。第三国は交渉のための会場の設備や通信の便宜など、事務的な援助を行い、第三国が自ら交渉内容に立ち入ることがないという点で調停とは異なる。1907年の国際紛争平和的処理条約においては、周旋が国際紛争の平和的解決手段の一つとして定められた。

## 参考資料
- 法令用語事典（学陽書房、ISBN 4-313-11308-8）
- 筒井若水『国際法辞典』有斐閣、2002年。ISBN 4-641-00012-3。